# Лахомно
Лахомно (словен. Lahomno) — поселення в общині Лашко, Савинський регіон, Словенія. Висота над рівнем моря: 281,9 м.